# Thicketty Mountain
De Thicketty Mountain is een berg van het type inselberg gesitueerd in Cherokee County in de Amerikaanse staat South Carolina. De Thicketty Mountain klimt tot een hoogte van ongeveer 364 meter. De top is een van de drie bergtoppen in Cherokee County.